# Inspectie Leefomgeving en Transport
De Inspectie Leefomgeving en Transport (ILT) is een dienstonderdeel van het ministerie van Infrastructuur en Waterstaat. 
De inspectie is op 1 januari 2012 ontstaan door samenvoeging van de Inspectie Verkeer en Waterstaat (IVW) en de VROM-inspectie nadat beider ministeries waaronder ze vielen werden samengevoegd onder het kabinet-Rutte I. Het is daarmee een van de Nederlandse rijksinspecties.

## Onderdelen
In 2013 werd het Volkshuisvestelijk Toezicht aan de ILT toegevoegd. In 2014 werden de Kernfysische dienst en het team adviesnetwerken (nucleair) overgeplaatst naar de ANVS. In 2015 werd het Zelfstandig Bestuursorgaan CFW toegevoegd aan de ILT. Onder de Nederlandse rijksoverheid valt ook de Onderzoeksraad voor Veiligheid. Er is een afstemmingsprotocol tussen de twee.
De ILT heeft een Inlichtingen- en Opsporingsdienst (ILT-IOD). De ILT-IOD voert strafrechtelijke opsporingsonderzoeken uit en richt zich daarbij vooral op (zware) georganiseerde criminaliteit, vaak met internationale (financiële) constructies en handelsstromen, waarbij zonder ingrijpen van de overheid onherstelbare schade ontstaat aan mens, milieu en maatschappij. 
ILT heeft ruim 1.300 medewerkers in dienst.
De ILT bestaat uit vier domeinen:
- Transport
- Infrastructuur
- Milieu
- Wonen: de Autoriteit woningcorporaties is ondergebracht bij de ILT

## Voorloper "Inspectie Verkeer en Waterstaat" (IVW)
2001-2004
De voorloper van de ILT, de Inspectie Verkeer en Waterstaat, was in 2001 zelf ontstaan uit een aantal zelfstandig opererende diensten. De diensten die voorafgingen aan de IVW waren de Rijksverkeersinspectie (RVI), de Scheepvaartinspectie (SI), de Nederlandse Luchtvaart Autoriteit (NLA), de Handhavingsdienst Luchtvaart (HDL) - beide afkomstig uit de Rijksluchtvaartdienst (opgericht in 1930) - en de Rijksdienst voor de Radiocommunicatie (RDR). Deze diensten zijn vervolgens omgevormd tot de divisie Vervoer (RVI), de divisie Scheepvaart (SI), de divisie Luchtvaart (NLA en HDL) en de divisie Telecom (RDR). Per 2002 is er een divisie Water opgericht. Per 2003 is de divisie Rail toegevoegd, welke voorheen onderdeel was van Railned. Bij de vorming van het eerste kabinet-Balkenende is de divisie Telecom overgegaan naar het ministerie van Economische Zaken, onder de naam agentschap Telecom.
2005
In 2005 werd de organisatie van de IVW en de aansturing van de inspecteurs ingrijpend veranderd. De divisies waren vervangen door een structuur van toezichteenheden op basis van domeinen van toezicht.
De domeinen van toezicht waren:
- koopvaardij
- visserij
- binnenvaart
- taxivervoer
- busvervoer
- goederenvervoer (over de weg)
- luchthavens en luchtruim
- luchtvaarttechnische bedrijven
- luchtvaartoperationele bedrijven
- spoor
- tram en metro
- waterbeheer

2009-2012
In 2009 werd de Inspectie Verkeer en Waterstaat opnieuw gereorganiseerd omwille van de samenvoeging met de VROM-inspectie in 2012 tot de Inspectie Leefomgeving en Transport.

## Affaire 2020
In februari 2020 berichtte het dagblad NRC dat het ILT-rapport 'De borging van de nationale ruimtelijke belangen' onder druk van de leiding van de inspectie en het ministerie van Binnenlandse Zaken en Koninkrijksrelaties was achtergehouden en dat een samenvatting van de rapportconclusies bewerkt zou zijn. Hoewel de gestelde problemen werden onderschreven door inspecteurs van het ILT en hoogleraar gebiedsontwikkeling Co Verdaas, gaven de top van het ILT en het ministerie van Milieu en Wonen aan zich niet te herkennen in het door NRC geschetste beeld.